# ایوان سرگیف
 ایوان سرگیف (انگلیسی: Ivan Sergeyev؛ زادهٔ ۲۰ ژانویهٔ ۱۹۸۸) یک تنیس‌باز اهل اوکراین است.